# إيايي أتيموين
إيايي أتيموين (بالإنجليزية: Iyayi Atiemwen)‏ (24 يناير 1996 في نيجيريا - ) هو لاعب كرة قدم نيجيري في مركز الوسط.

## روابط خارجية
- إيايي أتيموين على موقع الاتحاد الأوربي (الإنجليزية)
- إيايي أتيموين على موقع اتحاد تركيا (لاعب) (الإنجليزية)
- إيايي أتيموين على موقع قاعدة بيانات كرة القدم.إي يو (الإنجليزية)
- إيايي أتيموين على موقع Soccerway.com (الإنجليزية)
- إيايي أتيموين على موقع عالم كرة القدم.نت (الإنجليزية)